# قريوطة فليبينية
قريوطة فليبينية أو قريوطة كومينغية (الاسم العلمي: Caryota cumingii) هو نوع نباتي يتبع جنس القريوطة من فصيلة الفوفلية.